# Cystobasidiales
Ordre
Les Cystobasidiales sont un ordre de champignons basidiomycètes de la classe des Cystobasidiomycetes.

## Liste des familles
- Cystobasidiaceae